# Acacia clunies-rossiae
Acacia clunies-rossiae é uma espécie de leguminosa do gênero Acacia, pertencente à família Fabaceae.